# Étienne-Marie Stirnemann
Étienne-Marie Stirnemann, né à Colmar (Alsace), est un prêtre missionnaire catholique, fondateur de foyers d'accueil pour enfants des rues en Guinée.

## Biographie
Étienne-Marie Stirnemann est originaire de Colmar, en Alsace. 
Il devient prêtre, licencié en théologie en 1970, et missionnaire. Il est autorisé en 1993 à quitter son ordre religieux en Alsace, pour fonder les foyers Saint-Joseph en Guinée, sur la sollicitation du cardinal Sarah, alors évêque de Conakry.
L'association humanitaire Kephas qu'il a créée, a pour but d'aider les enfants des rues. L'association leur offre un foyer, les rescolarise et leur propose une formation professionnelle. Plusieurs centaines d’enfants sont chaque année extraits de la rue et recueillis dans ces foyers, où ils trouvent un vrai refuge, après plusieurs années éprouvantes dans la rue. En 2017, quatre cents enfants sont pris en charge dans dix foyers répartis dans trois villes : Conakry, Labé et N’Zérékoré. 2000 jeunes ont profité de ces foyers, certains sont retournés vivre avec leur famille ; les autres sont en études supérieures, travaillent professionnellement ou sont à la recherche d'un emploi. Les éducateurs recueillent les enfants qui ont dormi dehors, essayent de les réintégrer dans leur famille, ou les accueillent dans un foyer selon leur âge. 
Le Père Étienne-Marie Stirnemann a également écrit des livres, au regard sans complaisance, sur certains dysfonctionnements dans l'Eglise.